# Clădirea școlii medii (Șipca)
Clădirea școlii medii este o clădire amplasată în Șipca, Unitățile Administrativ-Teritoriale din Stînga Nistrului, Republica Moldova. Este un monument arhitectural de importanță națională inclus în Registrul monumentelor Republicii Moldova ocrotite de stat cu nr. 520 (raionul Grigoriopol). Datează din 1933-1939.